# Płyta mariańska

Płyta filipińska zaznaczona kolorem czerwonym

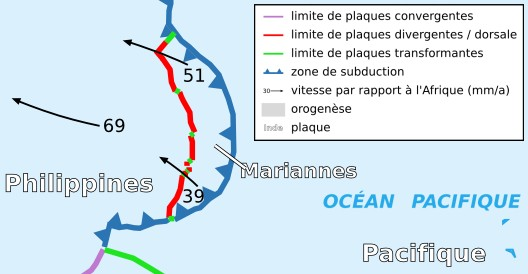
Płyta mariańska

Płyta mariańska − niewielka płyta tektoniczna (mikropłyta), położona w zachodniej części Oceanu Spokojnego, uznawana za część większej płyty filipińskiej.
Płyta mariańska od wschodu graniczy z płytą pacyficzną, a od zachodu z płytą filipińską.